# I-6
I-6 — підводний човен Імперського флоту Японії, який брав участь у Другій світовій війні. На початку 1942 року зміг торпедувати та пошкодити американський авіаносець «Саратога».

## Передвоєнна історія
Корабель спорудили у 1935 році на верфі Kawasaki у Кобе. Він став першим та єдиним представником типу J2 (він же клас I-6), який створили на основі типу J1 Modified. Тип J2 був дещо більшим за попередника та мав більш потужні дизелі, що призвело до зростання надводної та зменшення підводної швидкості.
J2 міг брати на борт такий самий розвідувальний гідролітак Yokosuka E6Y1, при цьому проєкт одразу передбачав встановлення катапульти, тоді як на J1 Modified цей пристрій встановили та випробували вже після завершення човна (у той момент, коли І-6 перебував на етапі будівництва). Влітку 1936-го на І-6 провели випробування іншого розвідувального літака Watanabe E9W1 «Слім», який став типовим для наступних типів японських авіанесучих човнів. У 1940-му з І-6 демонтували ангар та катапульту і протягом війни він використовувався як звичайний торпедний човен.
21—23 серпня 1937-го, невдовзі після початку Другої японо-китайської війни, I-6 брав участь у дистанційному прикритті загону лінкорів, які здійснили рейс з військами із Японії до Шанхаю (у певній зоні цього міста після конфлікту 1932 року, відомого як «Інцидент 28 січня», знаходився японський гарнізон, який значно поступався з чисельністю спрямованим сюди китайським військам).

## Перший похід
На момент вступу Японії у Другу світову війну I-6 належав до 8-ї дивізії підводних човнів. 16 листопада 1941-го човен полишив Японію і 7 грудня перебував біля північного входу до протоки між островами Молокаї та Оаху із завданням діяти проти кораблів, що спробують полишити Перл-Гарбор. Втім, ані в день початку бойових дій, ані в наступні кілька тижнів кораблю не вдалось досягнути якихось успіхів. 9 грудня з I-6 помітили авіаносець «Ентерпрайз», проте човен був вимушений тривалий час перебувати під водою і лише через кілька годин зміг повідомити командування. Після цього кілька японських субмарин влаштували безрезультатне полювання, а сам I-6 дістав наказ перейти на південь від Оаху.
Нарешті, 9 січня 1942-го I-6 залучили до полювання на авіаносець «Лексінгтон». Наступної доби з човна багаторазово спостерігали літаки, що дозволило висунути припущення про місце перебування ворожого корабля. Ввечері 11 січня I-6 дійсно виявив авіаносець, яким, втім, виявився «Саратога». Човен занурився та з дистанції понад 4 км випустив 3 торпеди, одна з яких вразила «Саратогу» в район котельних відділень. Хоча 3 з 4 відділень виявились затопленими, проте авіаносець зміг самостійно рушити до Перл-Гарбору. Проти I-6 провели контратаку глибинними бомбами, від якої човен ухилився зануренням на глибину близько ста метрів.
22 січня 1942-го I-6 завершив похід на Маршаллових островах на атолі Кваджелейн (до середини 1942-го активно використовувався як база підводних сил Імперського флоту). 24 січня — 2 лютого човен пройшов звідси до Японії.

## Другий похід
14—22 лютого 1942-го I-6 пройшов до Нідерландської Ост-Індії та прибув до затоки Старінг-Бей (південно-східний півострів острова Целебес). 23 лютого він рушив звідси із завданням патрулювати у Індійському океані на захід від Суматри. Біля опівдня 25 лютого під час слідування у надводному положенні західніше від острова Тимор I-6 був помилково атакований японськими бомбардувальниками, проте не отримав пошкоджень. Під час переходу навколо Суматри човен не здобув якихось успіхів, а 8 березня прибув до Пенангу на західному узбережжі півострова Малакка (тут японці облаштували базу підводних сил, з якої провадитимуть операції наступні кілька років).
26 березня 1942-го човен знову вийшов у море із завданням діяти в районі північніше від Мальдівських островів аж до районі Бомбею. 31 березня у протоці між Мальдівами та Індією човен виявив судно, яке у останній момент розпізнали як госпітальне (ймовірно HMAS Vita), що стало підставою перервати атаку. 2 квітня у Аравійському морі за шість сотень кілометрів на південний захід від Бомбею I-6 випустив дві торпеди по транспорту Clan Ross (5897 GRT), який прямував з Англії до Кочі із вибухівкою та генеральним вантажем. Одна з торпед потрапила у ціль та потопила транспорт. 7 квітня дещо менш ніж за п'ять сотень кілометрів на захід від Бомбею I-6 дав із підводного положення торпедний залп по судну Bahadur (5424 GRT), який прямував із Бомбею до Басри з вантажем, що включав боєприпаси. На транспорті вчасно помітили загрозу та змогли ухилитись, так само не дав результатів другий залп наздогін. Тоді I-6 сплив на поверхню та спробував атакувати Bahadur артилерією, проте гармату заклинило після першого ж пострілу. Коли японці вже вирішили відмовитись від переслідування, транспорт зупинився та почав спускати рятувальні човни. Як наслідок, I-6 наблизився та потопив Bahadur торпедами. 10 квітня все так же у Аравійському морі човен обстріляв з артилерії та, за доповіддю командира, потопив два вітрильники (дау). 17 квітня I-6 завершив похід у Сінгапурі, а 21 квітня — 1 травня 1942-го здійснив перехід до Йокосуки, де став на ремонт.

## Третій похід
20 червня 1942-го I-6 вийшов з Йокосуки та рушив для бойового патрулювання в районі Алеутських островів (незадовго до того японці захопили два острови на заході цього архіпелагу — Киску та Атту). Більш як місяць корабель безрезультатно діяв у регіоні, при цьому міг заходити на Киску. 7 серпня I-6 якраз перебував у гавані Киски, коли її піддали бомбардуванню ворожі кораблі, втім, човен екстрено занурився та не зазнав якихось ушкоджень. 15—23 серпня I-6 прослідував з Киски до Йокосуки, де став на тривалий ремонт. Унаслідок останнього човен також отримав можливість нести на палубі плашкоут Дайхацу, що був загерметизований та дозволяв пришвидшити десантні або вантажно-розвантажувальні роботи під час спеціальних місій.

## Четвертий похід
16—23 лютого 1943-го I-6 пройшов з Йокосуки на атол Трук у центральній частині Каролінських островів (тут ще до війни створили головну базу японського ВМФ у Океанії), а 2 березня вийшов звідси із завданням діяти біля східного узбережжя Австралії, при цьому на борт корабля завантажили 9 германських магнітних мін. 11 та 17 березня неподалік від Брисбену I-6 здійснив невдалі торпедні атаки по транспортних суднах, а 13 числа виставив за півсотні кілометрів на північ від цього порту 6 мін (постановка була невдовзі виявлена австралійцями, коли в районі тренувань довільно здетонували дві міни). Тим часом після розгрому конвою постачання в битві у морі Бісмарка японське командування вирішило розпочати масштабну операцію з постачання гарнізону новогвінейського Лае за допомогою підводних човнів. Вже 21 березня I-6 відкликали з походу і 27 березня човен прибув до Рабаула (головна японська база у архіпелазі Бісмарка, з якої проводились операції на Соломонових островах та сході Нової Гвінеї).

## Транспортні рейси на Нову Гвінею
У межах логістичної місії I-6 відвідав Лае 3 квітня (окрім вантажу в 41 тонну, доставив 30 осіб, а у зворотний рейс забрав 29 військовослужбовців), 11 квітня (доставив 27 тонн вантажів і 26 осіб та вивіз 42 військовослужбовці), 17 квітня (21 тонна припасів та 28 осіб до Лае, евакуація 39 осіб), 24 квітня (вивантажив 33 тонни вантажів і висадив 20 осіб та вивіз 42 військовослужбовці), 30 квітня (23 тонни припасів і 30 пасажирів до Лае, евакуація 41 особи), 7 травня (доставив 20 тонн вантажів і 10 осіб та вивіз 12 військовослужбовців).
13 травня 1943-го човен привіз до Лае 26 тонн зброї, амуніції та продовольства і 10 пасажирів, а у зворотний рейс узяв лише 4 пасажири. При цьому неподалік від Лае його виявили два американські торпедні катери, які випустили з великої дистанції 4 торпеди. Втім, субмарина зупинилась і всі торпеди пройшли по носу. Наступна випущена торпеда пройшла вже за кормою I-6, який дав хід, а потім занурився. Далі вже PT-150 став ціллю, але японська торпеда пройшла під катером, що мав замалу осадку. При поверненні до Рабаула човен 14 травня спрямували на пошуки пілотів бомбардувальників, збитих під час нальоту на затоку Оро-Бей (обернене до Соломонового моря узбережжя півострова Папуа за три сотні кілометрів на південний схід від Лае). У межах цього завдання I-6 зміг підібрати двох авіаторів.
До кінця місяця човен встиг ще двічі вийти до Лае та відвідав цей гарнізон 21 травня 1943-го (вивантажив 15 тонн зброї, амуніції та продовольства, висадив 31 особу та вивіз 40 військовослужбовців) і 28 травня (24 тонни припасів і 23 пасажири до Лае). З останнього рейсу I-6 попрямував на Трук, куди прибув 1 червня, а 2—8 червня здійснив перехід до Йокосуки, де пройшов певний ремонт.

## П'ятий та шостий походи
Невдовзі човен залучили до операцій у районі Алеутських островів, де на острові Киска (західна частина архіпелагу) перебував у блокаді японський гарнізон. 2 липня 1943-го I-6 вийшов у бойовий похід та наприкінці другої декади місяця тричі зустрічав в районі Киски ворожі кораблі, проте жодного разу не зміг зайняти позиції для атаки. 28 липня есмінці змогли забрати гарнізон з Киски, після чого I-6 пройшов на Парамушир (Курильські острови), куди прибув 4 серпня.
З 16 серпня по 3 вересня 1943-го I-6 виходив з Парамуширу на безрезультатне бойове патрулювання до Киски, а 5—10 вересня пройшов з Парамуширу до Йокосуки, де став на черговий ремонт.

## Нові транспортні рейси у Меланезії
30 жовтня 1943-го I-6 полишив Йокосуку та попрямував до Рабаула. Тут він знову узявся за виконання транспортних місій, під час яких 16 листопада, 4, 18 та 27 грудня відвідав новогвінейський Сіо (північне узбережжя півострова Хуон). Під час третього з цих походів човен на етапі розвантаження був атакований літаками та повернувся на базу з частиною вантажу. У четвертому поході вже після передачі припасів I-6 помітили, а потім безрезультатно атакували глибинними бомбами торпедні катери. Так само не призвела до якихось пошкоджень і більш пізня атака авіації. В свою чергу, I-6 з 28 грудня 1943 по 1 січня 1944 марно патрулював біля мису Глочестер (західне завершення острова Нова Британія), намагаючись віднайти ворожий конвой.
Пунктом призначення у наступних транспортних рейсах став Ібокі на північному узбережжі острова Нова Британія (в затоці Борген за понад чотири сотні кілометрів від Рабаула та лише за два десятки кілометрів від західного завершення острова), куди I-6 здійснив рейси 4—10 січня, 17—21 січня та 28 січня — 1 лютого 1944-го.
13 лютого 1944-го I-6 полишив Рабаул, 17 лютого вивантажив у Лоренгау на острові Манус (острова Адміралтейства) вантаж кулеметів та амуніції для них, після чого попрямував до Японії. 29 лютого човен прибув до Йокосуки та став на ремонт.

## Останній похід
12 червня 1944-го американці почали атаку на Маріанські острови, які належали до головного оборонного периметра імперії. У межах заходів із протидії I-6 вийшов 16 червня з Йокосуки в напрямку острова Сайпан.
Незадовго до завершення тієї ж доби з японського транспорту «Тойокава-Мару», який прямував у складі конвою з островів Огасавара до Йокосуки, помітили підводний човен. На «Тойокава-Мару» вирішили, що мають справу із ворожим кораблем, тому повернули й таранили його, після чого відкрили вогонь з кулеметів та скинули кілька глибинних бомб. Ймовірно, саме ця атака стала фатальною для I-6, який загинув разом з усім екіпажем із 104 осіб.

## Бойовий рахунок
| Дата       | Назва     | Тип      | Тоннаж | Місце           |
| 02.04.1942 | Clan Ross | вантажне | 5897   | 15°58'N 68°24'E |
| 07.04.1942 | Bahadur   | вантажне | 5424   | 19°44'N 68°28'E |